# El xicot
 El xicot  (The Boy Friend) és una pel·lícula musical estatunidenca de Ken Russell, estrenada el 1971 i adaptada de la comèdia musical homònima de Sandy Wilson, creada a Londres el 1953. Ha estat doblada al català.

## Argument
Un grup de music-hall actua en un teatre de Broadway. Però hom s'assabenta just abans d'una representació que la vedette, de manera babaua ferida al peu, ha marxat a l'hospital: l'ajudanta l'ha de reemplaçar a continuació.

## Repartiment
- Twiggy: Polly Browne
- Christopher Gable: Tony Brockhurst
- Tommy Tune: Tommy
- Max Adrian: Max Mandeville àlies «Mr. Màx.» / Lord Hubert Brockhurst
- Bryan Pringle: Percy Parkhill / Percy Browne
- Murray Melvin: Alphonse
- Moyra Fraser: Moyra Parkhill / Madame Dubonnet
- Georgina Hala: Fay
- Sally Bryant: Nancy
- Vladek Sheybal: De Thrill
- Tommy Tune: Tommy
- Brian Murphy: Peter
- Graham Armitage: Michael
- Antonia Ellis: Maisie
- Caryl Little: Dulcie
- Anne Jameson: Mrs. Peter
- Catherine Willmer: Catherine Max / Lady Catherine Brockhurst
- Robert La Bassier: Xofer
- Barbara Windsor: Rosie / Hortense
- Glenda Jackson: Rita 	(No surt als crèdits)

## Premis i nominacions

### Premis
- Globus d'Or a la millor actriu musical o còmica i Globus d'Or a la revelación femenina de l'any per a Twiggy.

### Nominacions
- Oscar a la millor banda sonora 1972
- Globus d'Or a la millor pel·lícula musical o còmica 1972
- BAFTA al millor actor secundari 1973

## Comentari
Creada a Londres el 1953, després al Royale Theatre de Broadway el 1954 aquesta comèdia musical és la que va descobrir Julie Andrews al públic americà.